# Kanton Beaucaire
Der Kanton Beaucaire ist ein französischer Wahlkreis im Arrondissement Nîmes, im Département Gard und in der Region Okzitanien. Er hat den Hauptort Beaucaire und wurde 2015 im Rahmen einer landesweiten Neugliederung der Kantone von fünf auf sieben Gemeinden erweitert.

## Gemeinden
Der Kanton besteht aus sieben Gemeinden mit insgesamt 37.372 Einwohnern (Stand: 1. Januar 2022) auf einer Gesamtfläche von 245,13 km²:
| Gemeinde                 | Einwohner 1. Januar 2022 | Fläche km² | Dichte Einw./km² | Code INSEE | Postleitzahl |
| ------------------------ | ------------------------ | ---------- | ---------------- | ---------- | ------------ |
| Aramon                   | 4.082                    | 31,16      | 131              | 30012      | 30390        |
| Beaucaire                | 15.695                   | 86,52      | 181              | 30032      | 30300        |
| Bellegarde               | 7.929                    | 44,96      | 176              | 30034      | 30127        |
| Comps                    | 1.703                    | 8,60       | 198              | 30089      | 30300        |
| Fourques                 | 2.701                    | 38,24      | 71               | 30117      | 30300        |
| Jonquières-Saint-Vincent | 3.886                    | 21,32      | 182              | 30135      | 30300        |
| Vallabrègues             | 1.376                    | 14,33      | 96               | 30336      | 30300        |
| Kanton Beaucaire         | 37.372                   | 245,13     | 152              | 3006       | –            |

Bis zur landesweiten Neuordnung der französischen Kantone im März 2015 gehörten zum Kanton Beaucaire die fünf Gemeinden Beaucaire, Bellegarde, Fourques, Jonquières-Saint-Vincent und Vallabrègues. Sein Zuschnitt entsprach einer Fläche von 205,37 km2. Er besaß vor 2015 den INSEE-Code 3009.